# Drosophila antioquia
Drosophila antioquia este o specie de muște din genul Drosophila, familia Drosophilidae, descrisă de Vilela și Bachli în anul 2000.
Este endemică în Columbia. Conform Catalogue of Life specia Drosophila antioquia nu are subspecii cunoscute.